# SRRP Radio & TV
| Senderlogo               | Senderlogo                                                                                   |
| ------------------------ | -------------------------------------------------------------------------------------------- |
| Senderlogo SRRP          |                                                                                              |
| Allgemeine Informationen |                                                                                              |
| Empfang:                 | Kabel, Internet                                                                              |
| Länder:                  | Rheinland-Pfalz                                                                              |
| Eigentümer:              | Christian Fiala                                                                              |
| Sendebeginn:             | 1. Juli 2006 (als „SR Rheinland-Pfalz“)                                                      |
| Haupteinzugsgebiet:      | Mayen-Koblenz, Cochem-Zell, Rhein-Hunsrück-Kreis, Rhein-Lahn-Kreis, Westerwaldkreis, Neuwied |
| Rechtsform:              | privater nichtkommerzieller Anbieter                                                         |
| Programmtyp:             | Regionalprogramm (Radio & TV) für Jugendliche                                                |
| Homepage:                | www.srrp.de                                                                                  |
| Liste der Fernsehsender  |                                                                                              |

SRRP Radio & TV (auch: Schulradio Rheinland-Pfalz) ist der erste regionale Sender in Deutschland, der alleine von Schülern aufgebaut, finanziert und geführt wird. SRRP Radio & TV gilt als freie Arbeitsgemeinschaft, da der Sender weder kommerzielle noch wirtschaftliche Interessen verfolgt und besteht aus vier festen Organisationsmitgliedern.
Der Sender entstand Mitte des Jahres 2006 unter dem Namen „SR Rheinland-Pfalz“. Betreiber ist Christian Fiala, Initiator des Senders.

## Der Sender
Für die Leitung des Senders sind Monika Campbell, Christa Jax, Christian Grabasch und Christian Fiala zuständig. Die Senderräume für das Radioprogramm befinden sich in Mayen in der Von-Behring-Straße. Das Fernsehstudio für das monatliche Fernsehformat befindet sich in den Räumen des Offenen Kanal Andernach. Die technische Reichweite im Kabelnetz beträgt hierfür 75.000 Zuschauer. Seit Beginn des Sendebetriebs werden alle Sendungen (Audio und Video) als Downloads zur Verfügung gestellt.

## Programm
Radio SRRP produziert in der Woche eine Radiosendung mit einer Länge von ca. 30 Minuten, die aus regionalen Nachrichten, Magazinen und Dokumentationen besteht. Teile dieser Sendung sind z. B.
- SRRP Aktuell (Nachrichten)
- SRRP on Tour (Veranstaltungsmagazin).

Das Fernsehformat „SRRP-TV“ wird einmal im Monat produziert und hat eine Länge von ca. 60 Minuten. Es beinhaltet Beiträge mit großer Bildwirkung, die im Radioformat nur schwach publiziert werden können. Das sind unter anderem Inhalte wie:
- Karnevalszüge
- Aufführungen
- Magazine aus den Bereichen Natur, Sport, Reisen.

## Konzept
Das Projekt „SRRP Radio & TV“ hat die Zielsetzung, Jugendliche an Medien, speziell Radio und Fernsehen heranzuführen und deren ehrenamtliche Mitarbeit zu gewinnen, um so ein eigenes wöchentliches Radioprogramm zu produzieren, welches selbst erarbeitet, recherchiert und produziert worden ist, ohne fertige Beiträge zu verwenden. Alle Sendungen des Radioprogramms werden mit GEMA-freier Musik produziert.

## Sendegebiet
In folgenden Städten und Gemeinden in Rheinland-Pfalz wird das Fernsehformat „SRRP-TV“ von Radio SRRP auf der Frequenz der Offenen Kanäle im Kabelnetz verbreitet:
- Andernach
- Plaidt
- Saffig
- Bassenheim
- Wolken
- Weißenthurm
- Kaltenengers
- Mülheim-Kärlich
- Urmitz
- St. Sebastian
- Neuwied (außer Engers & Heimbach-Weis)

## Weitere Projekte
Seit Ende des Jahres 2009 hat sich Christian Fiala (Initiator SRRP) dazu entschlossen auch andere Radiosendungen in den SRRP Studios zu produzieren. Unter dem Namen „Studio Mayen“ soll für verschiedene Portale eine regelmäßige „Live-Sendung“ produziert werden die nach Angaben des Inhabers auch in Zukunft auf RauteMusik.FM zu hören sein soll. Damit sei eine Alternative geschaffen worden um das Studio auch anderweitig zu nutzen. Das Projekt „Studio Mayen“ ist aus der Zusammenarbeit von Martin Mohaupt (Moderator/Homepage Admin) und Christian Fiala (Initiator/Inhaber SRRP) entstanden und wird unter dessen Leitung derzeit geführt.